# Christoph Schäfer (Künstler)
Christoph Schäfer (* 1964 in Essen) ist ein in Hamburg lebender Zeichner, Konzept- und Installationskünstler.

## Leben und Werk
Christoph Schäfer studiert von 1985 bis 1992 an der Hochschule für bildende Künste Hamburg zunächst bei Bernd Koberling und später bei Dan Graham. Aus einem konzeptuellen Hintergrund heraus entwickelt Schäfer Texte, Zeichnungen, Videos, Rauminstallationen, Diagramme, Wandzeichnungen, Filme, Kunst im öffentlichen Raum, Wunschproduktionen, Stadtplanungsprozesse, Bücher und Vortragsperformances. Ab 1989 entstehen Arbeiten, die sich mit dem urbanen Alltag befassen und konkrete städtische Situationen reflektieren und verändern. Diese Arbeiten bewegen sich am Rand des künstlerischen Feldes und entstehen häufig in Kooperation mit Anderen, Künstlern, Planern, Architekten. Der autonome Werkbegriff wird auf eine künstlerische Praxis erweitert, die als Plattform des Austauschs und der Produktion mit Anderen funktioniert. Am bekanntesten ist das Projekt Park Fiction, das im Hamburger Stadtteil St. Pauli einen öffentlichen Planungsprozess von unten organisiert. Eingebettet in eine politische Nachbarschaftsinitiative, entwickelt Park Fiction einen Planungsprozess als Spiel, eine Kollektive Wunschproduktion und Planungs-Tools wie den Action Kit, die den Zugriff auf Stadtplanung auch für Laien zugänglich machen sollen.

„Mich interessieren Hebelwirkungen – wie sich ein Spannungsverhältnis zwischen dem Imaginären und dem Status Quo herstellen lässt. (...) „Park Fiction“ war ganz direkt als Plattform der Wunschproduktion und des Austauschs mit anderen konzipiert. Allerdings lehne ich es künstlerisch wie politisch ab, zum Verwalter der Wünsche oder Ideen von Anderen zu werden – ich finde es wichtig, eine Praxis aus dem eigenen Alltag heraus, subjektiv und mit einer eigenen Haltung zu entwickeln.“

„Die Idee einer kollektiven Wunschproduktion geht auf das Nachbarschaftsprojekt Park Fiction in Hamburg (1995–2005) zurück. Zentral ist dabei, dass der Prozess nicht auf eine beliebige Äußerung von ergebnisorientierten und messbaren Wünschen reduziert wird, vielmehr geht es um eine kreative und spielerische Herangehensweise: Autark für sich und in der Summe gemeinsam werden Visionen und die Bedingungen eines zukünftigen Ortes erarbeitet. Die kollektive Wunschproduktion geht von den Potentialen eines Ortes aus und nicht wie bei der Frage nach Bedürfnissen von einem Mangel aus. Ein großes Gewicht haben dabei unkonventionelle (auch künstlerische) Planungswerkzeuge (...).“

Schäfers Schriften tragen zur Theoriebildung in diesem erweiterten künstlerischen Feld bei und machen etwa den von Gilles Deleuze und Félix Guattari entwickelten Begriff der Wunschmaschine oder die von Henri Lefebvre ins Spiel gebrachte Produktion des Raums für künstlerische Praxis und emanzipatorische Bewegungen fruchtbar. Seine Texte setzen sich kritisch mit der neoliberalen Stadtentwicklung und mit der Rolle, die der Kunst in diesen Prozessen zugewiesen wird, auseinander.
Schäfer gibt Workshops und hält Vorträge an so unterschiedlichen Orten wie dem besetzten Hamburger Gängeviertel, an der Universität von Uljanowsk, im Goethe-Institut Dakar oder am Massachusetts Institute of Technology. 2010 lehrt Schäfer an der Internationalen Sommerakademie für Bildende Kunst Salzburg Zeichnen und an der Kunsthøjskole Holbæk in Dänemark Architektur. 2012 erarbeitet Schäfer mit Margit Czenki das künstlerische Konzept der ContainerUni, einen kompletten, temporären Campus, der in Zusammenarbeit mit quartiervier Architekten für die Zeppelin Universität entwickelt, im Friedrichshafener Stadtteil Fallenbrunnen entstand.
Schäfer gehört zum Gründungsteam der Planbude, die unter dem Motto „Knack' den St. Pauli Code“ 2014–2015 eine Wunschproduktion für die Neuplanung der Esso-Häuser an der Reeperbahn organisierte – das Projekt gilt inzwischen als exemplarisch für eine Planung mit dem „Wissen der Vielen“.
Ebenfalls mit Margit Czenki entwickelte Schäfer das Projekt parklabyr für das Museum Morsbroich, das versucht, den durch die Planung der autogerechten Stadt der Siebzigerjahre beschädigten Leverkusener Schlosspark vorsichtig zu aktualisieren und die Beziehung von Kunst, historischem Park, Natur und einer sich diversifizierenden Stadtgesellschaft neu zu konfigurieren.

## Rezeption
„Schäfer versucht, die Stadt nicht nur (...) als hieroglyphisches Symbolsystem räumlicher Praxis und gesellschaftlicher Macht zu lesen, sondern dieses gleichermassen auch zu verschieben. Die Stadt wird mit einem taktischen Wörterbuch neuer Bedeutungen überzogen und ihre Wände zur Leinwand einer Wunschproduktion, die zunehmend aus dem städtischen Raum verdrängt wird.“

## Projekte
- 1989 Promised Land – Das Versprechen der Stadt, (mit Cathy Skene) Disco UNIT, St. Pauli
- 1994 Park Fiction, Kunst im öffentlichen Raum, Hamburg – St. Pauli
- 2000 Revolution Non Stop, Filminstallation, Außendienst, Hamburg
- 2003 Unlikely Encounters in Urban Space, Konferenz und Ausstellung (Kurator, mit Margit Czenki), Hamburg – St. Pauli[9]
- 2010 Auslaufendes Rot, Anti-Monument für die Rote Ruhr Armee, B1|A40, RUHR.2010 – Kulturhauptstadt Europas
- 2012 Topografie der Gemeinheit, raumsichten kunstwegen
- 2012 ContainerUni, Künstlerische Planung eines provisorischen Universitätscampus der Zeppelin Universität (mit Margit Czenki)
- 2014 Mitgründung der PlanBude Hamburg
- 2017 Konzeption FABRIC – Planung als Plattform, Lörrach[10]
- 2022 parklabyr

## Ausstellungen
- 1994 Objektive Begierden der Epoche – Vorschläge zum Umgang mit Architekturen (mit Cathy Skene), Kunstverein in Hamburg
- 1995 No Hesitation No Repetition No Deviation, (mit Cathy Skene) Kunstverein München
- 2002 Documenta11, mit Park Fiction, Kassel
- 2002 Productions 1, Revolution Non Stop, Kunst-Werke Berlin
- 2005 World Information City 2006, Goethe-Institut Max Mueller Bhawan, Bangalore
- 2013 13. Istanbul Biennale, Anne, ben barbar mıyım?, Istanbul
- 2017 Christoph Schäfer – Bostanorama, Kunstraum Lakeside, Klagenfurt[11]

## Publikationen
- Die Stadt ist unsere Fabrik/The City is Our Factory. 304 Seiten, 150 Zeichnungen, deutsch/englisch, Spector Books, Leipzig 2010, ISBN 978-3-940064-95-0.
- Bostanorama. 32 Seiten, 45 Zeichnungen, deutsch/englisch/türkisch, Spector Books, Leipzig 2016, ISBN 978-3-95905-011-1.